# Prionolabis submunda
Prionolabis submunda là một loài ruồi trong họ Limoniidae. Chúng phân bố ở miền Cổ bắc.